# مایکل دی. براون
مایکل دی. براون (انگلیسی: Michael D. Brown؛ زادهٔ ۸ نوامبر ۱۹۵۴) یک سیاست‌مدار اهل ایالات متحده آمریکا است.